# سانتياغو كاريرا
سانتياغو كاريرا (بالإسبانية: Santiago Nicolás Carrera) (5 مارس 1994 بمونتفيدو في الأوروغواي - ) هو لاعب كرة قدم أوروغواني في مركز الدفاع. شارك مع منتخب الأوروغواي تحت 17 سنة لكرة القدم. أما مع النوادي، فقد لعب مع ريفر بليت وهوراكان ونادي ليفربول (مونتفيدو) وإنستيتوسيون أتلتيكا سود أمريكا ‏.

## وصلات خارجية
- سانتياغو كاريرا على موقع الاتحاد الدولي (مؤرشف)  (الإنجليزية)
- سانتياغو كاريرا على موقع قاعدة بيانات كرة القدم.إي يو (الإنجليزية)
- سانتياغو كاريرا على موقع Soccerway.com (الإنجليزية)
- سانتياغو كاريرا على موقع عالم كرة القدم.نت (الإنجليزية)
- سانتياغو كاريرا على موقع AS.com (الإسبانية)